# Litsea hupehana
Litsea hupehana är en lagerväxtart som beskrevs av William Botting Hemsley. Litsea hupehana ingår i släktet Litsea och familjen lagerväxter. Inga underarter finns listade i Catalogue of Life.